# Lumbu (langue)
Le lumbu ou yilumbu (ɣilumbu en lumbu) est une langue bantoue, du groupe shira-punu, parlée au Gabon et en république du Congo.